# Узбецько-індійські відносини
Узбецько-індійські відносини мають багатовікову історію. Індія визнала незалежність Узбекистану у 1992 році, саме тоді встановлені дипломатичні рівноправні відносини між двома країнами. Правову основу відносин між Республікою Узбекистан і Індією складають державні, урядові та міжвідомчі документи, що регулюють двостороннє співробітництво у різних сферах. До 2005 року між двома країнами підписано близько 60 офіційних документів. У 1992 році в Ташкенті відбулася реконструкція Генерального консульства Індії, створеного в 1988 році. У 1994 році в Делі відкрито консульство Республіки Узбекистан, створене в 1992 році. За цей період Президент Узбекистану Іслам Карімов 5 разів (1991, 1994, 2000, 2005, 2011) побував з офіційним візитом в Індії. У 1993 році з офіційним візитом до Республіки Узбекистан прибув Прем'єр-міністр Індії Нарасімха Рао. Торгово-економічні відносини між двома державами координуються низкою економічних угод і документів, що становлять двосторонній договір, зокрема «угодою про торгово-економічне співробітництво», «угодою про взаємне заохочення і захист інвестицій», «угодою про запобігання подвійному оподаткуванню». У 1993 році створена міжурядова спільна комісія з торгово-економічного та науково-технічного співробітництва між двома країнами. У 1993—2005 роках відбулося 5 засідань цієї комісії. 24-26 березня 2003 року у Ташкенті відбулася індійська торгова виставка. У ній взяли участь великі індійські підприємства і компанії. Під час візиту Президента Узбекистану Іслама Карімова до Індії в квітні 2005 року, підписано міжурядові документи щодо співпраці у сфері малого бізнесу і приватного підприємництва, освіти і культури. Угода між міністерствами оборони про військове та військово-технічне співробітництво, меморандум про взаєморозуміння між Узбецьким агентством зовнішньоекономічних зв'язків та індійською державною торговою корпорацією, протокол про взаєморозуміння між національною компанією «Узбектуризм» і індійською корпорацією з розвитку туризму, угоди про співробітництво між Торгово-промисловою палатою Узбекистану та Федерацією індійських торгових палат і Федерацією експортних організацій Індії, Меморандуми про співпрацю між Національним банком зовнішньо-економічної діяльності Узбекистану і Державним банком Індії та Експортно-імпортним банком Індії, меморандум про створення Торгового дому між Державною акціонерною зовнішньоторговельною компанією «Узпромсаноатмашімпекс» і Групою компаній «Competent» в Індії, меморандум про співпрацю між Університетом світової економіки і дипломатії, Університетом Джавахарлала Неру і Ташкентським інститутом сходознавства підписали меморандум про взаєморозуміння. У 2004 році обсяг товарообігу між країнами склав 160 млн доларів. З Індії до Узбекистану надходять папір і картон, лікарські засоби, ускупа, органічні і хімічні сполуки. Узбекистан постачає до Індії кольорові метали й вироби з них, деякі види послуг, баштанні продукти, шовкові і хімічні волокна. Наразі в Узбекистані діє близько 40 спільних підприємств за участі індійських інвестицій, а також представництва 4 компаній в Індії.
Між двома країнами розвивається співробітництво у сфері інформаційних технологій, гірничодобувної промисловості, культури, науки, техніки і освіти. За участі вчених двох країн прийнято проводити наукові симпозіуми, семінари та конференції. У 1991 році в Індії пройшли Дні культури і мистецтва Узбекистану, присвячені 550-річчю великого узбецького поета Алішера Навої. У жовтні 1992 року, на честь річниці незалежності Узбекистану, у Делі відбувся фестиваль узбецької культури і мистецтва. У листопаді цього ж року відбулася виставка відомого узбецького художника Акмала Нуріддінова. У 1993 році святкування на честь 510-річчя від дня народження Захіріддіна Мухаммада Бабура широко відзначалося в Індії та Узбекистані. Великий внесок у розвиток науково-культурного співробітництва між двома країнами вніс Індійський культурний центр, який почав свою діяльність у 1994 році при Посольстві Індії в Республіці Узбекистан.